# Helge Roswaenge
Helge Roswaenge ( 29. srpna 1897, Kodaň – 19. července 1972, Mnichov) byl dánským tenoristou.

## Role a angažmá
Poprvé vystoupil jako Don José v opeře Carmen George Bizeta roku 1921 v Neustrelitzu.

### Angažmá
- 1929 – 1945 a 1949 – Státní opera Berlín
- 1934 a 1936 – Bayreuth
- 1938 – Royal Opera House Covent Garden
- 1933 – 1939 – Salcburk
- 1936 – 1939 – Státní opera Vídeň

### Role
- Hüon v opeře Oberon Carl Marii Webera
- Parsifal v opeře Richarda Wagnera
- Florestan v opeře Fidelio Ludwiga van Beethovena
- Belmonte v opeře Únos ze serailu Wolfganga Amadea Mozarta